# Jamie O’Neill
Jamie O’Neill (ur. 19 sierpnia 1986 w Wellingborough) – angielski snookerzysta.

## Kariera amatorska
W 2003 roku zwyciężył w Mistrzostwach Europy w snookerze do lat 19.
W sezonie 2006/2007 wygrał szósty turniej z cyklu International Open Series pokonując w finale Ashleya Wrighta 6-2.

## Kariera zawodowa
Jamie O’Neill w gronie profesjonalistów grywa od 2007 roku. Po raz pierwszy dostał się do światowej czołówki dzięki zajęciu szóstego miejsca w rankingu PIOS w sezonie 2006/2007.
Po przerwie, powrócił do Main Touru dzięki zajęciu szóstego miejsca w rankingu PIOS w sezonie 2009/2010.

### Sezon 2010/2011
W kwalifikacjach do turnieju Shanghai Masters 2010 przegrał w pierwszej rundzie z jedynym w stawce reprezentantem Brazylii, Igorem Figueiredo 4-5.

## Statystyka zwycięstw

### Amatorskie
- European Under-19 Championship, 2003
- English Open Championship, 2006
- International Open Series 2006/2007 – Turniej VI